# 別讓我成為潑婦
《別讓我成為潑婦》（日语：じゃじゃ馬にさせないで）是日本女歌手西尾悅子的歌曲。1989年4月25日由環球唱片（舊名Kitty Record）發行。

## 解說
《別讓我成為潑婦》是西尾悅子於1989年出道時推出的首張個人單曲，同名標題曲並於1989年4月、富士電視台電視動畫《亂馬1/2 (第1期)》開播時，獲選為片尾主題曲使用。後來，1992年10月21日發行的動畫CD原聲帶《亂馬1/2 格鬥歌牌》收錄了角色歌曲的翻唱版本，由珊璞的聲優佐久間玲主唱。
不只如此，1999年3月17日發行的《亂馬1/2》相關專輯《1/2 TV》、2006年8月23日發行的《歌年鑑1989年》及2008年10月8日發行的《決定盤!!「TV」》陸繼都有收錄。

## 收錄歌曲
1. 別讓我成為潑婦（じゃじゃ馬にさせないで）
  - 作詞：森雪之丞（日语：森雪之丞），作曲：村松邦男（日语：村松邦男），編曲：椎名和夫（日语：椎名和夫）
  - 富士電視台電視動畫《亂馬1/2》片頭主題曲
2. 奇怪的戀情
  - 作詞：竹本聖，作曲：柴矢俊彥，編曲：椎名和夫

## 收錄專輯
| 曲名           | 收錄專輯                              | 發行日期       |
| -------------- | ------------------------------------- | -------------- |
| 別讓我成為潑婦 | 《亂馬1/2 音樂道場》                  | 1989年7月21日  |
| 別讓我成為潑婦 | 《亂馬1/2 開幕的主題歌全集》          | 1992年10月21日 |
| 別讓我成為潑婦 | 《亂馬1/2 電視主題歌曲 完整版》       | 1999年3月17日  |
| 別讓我成為潑婦 | 《大家的電視世代 動畫歌曲年鑑 1989》  | 2006年8月23日  |
| 別讓我成為潑婦 | 《決定盤!!「原創電視動畫」精選》      | 2008年10月8日  |
| 別讓我成為潑婦 | 《亂馬1/2 動話主題歌&角色歌曲大全集》 | 2015年8月19日  |

## 其它
《別讓我成為潑婦》曾經在版權還沒被重視的時代，被台灣廣播電台節目「陳鴻俱樂部」當廣播進行曲使用。當然該電台節目的內容本來就與「亂馬½」完全沒有關係，而DJ是由一位女性在講話。還有播出時則是將音樂速度稍微調快進行。